# Lübecker Stadtbefestigung
Die Lübecker Stadtbefestigung war eine der ausgedehntesten städtischen Befestigungsanlagen in Norddeutschland und Nordeuropa und ist in Teilen noch heute erhalten.

## Die Befestigung der Altstadtinsel
Mit der Besiedlung des Hügels Bucu zwischen Trave und Wakenitz im Zuge der Stadtgründung Lübecks im 12. Jahrhundert verbunden war die Erkenntnis, dass der Standort des weiter abwärts der Trave in flachem Grünland des Urstromtals gelegenen alten Liubice sich nicht hinreichend würde befestigen lassen. Der Hügel Bucu war zuvor bereits Standort einer wendischen Burg gewesen und wies topografisch bessere Voraussetzungen der Befestigung und der Verteidigungsmöglichkeiten auf. Die Befestigung der Stadtgründung des 12. Jahrhunderts bestand aus der Lübecker Burg, die nach der Schlacht von Bornhöved zum Burgkloster wurde und einer Stadtmauer und vier Stadttoren, von denen das Burgtor und das Holstentor in ihren späteren baulichen Überformungen heute noch zeugen. Die erste Erwähnung findet sich 1181 bei Arnold von Lübeck im Zusammenhang mit der Belagerung der Stadt durch Kaiser Friedrich I. Barbarossa. Der entscheidende Ausbau fand jedoch um 1217 unter dem dänischen König Waldemar II. statt.
Die Stadtmauer umgab die gesamte Altstadt. An der Trave war sie in regelmäßigen Abständen mit kleinen Toren versehen, um den Warentransport zwischen Hafen und Stadt zu ermöglichen. Am nördlichen Rand der Lübecker Altstadt (entlang der Straßen An der Mauer und Wakenitzmauer) sind noch Reste der mittelalterlichen Stadtmauer erhalten, zum Teil in im 17. Jahrhundert errichteten Häusern verbaut.

## Landwehr
Das System der unmittelbaren Stadtbefestigung wurde ergänzt durch eine die Stadt und ihr weiträumiges Außenterritorium umgebende Landwehr, die weitgehend heute noch als Lübecker Landgraben erhalten ist. Erste Wehrtürme dieses zum Teil gestaffelten Systems befanden sich wie zum Beispiel in Fredeburg in einer Entfernung von mehr als 25 km vor den Toren der Stadt.
Eine Wallgrabenanlage aus dem 14. Jahrhundert, die sogenannten „Schwedenschanzen“ im Lauerholz an der Grenze zu Mecklenburg-Vorpommern, ist noch heute gut erhalten.

## Ausbau der Befestigung im 17. Jahrhundert
Ab 1613 wurde die Stadt durch den niederländischen Festungsbaumeister Johan van Valckenburgh mit einer umfassenden Außenbefestigung nach den Planungen von Johan van Rijswijk insbesondere nach Süden und Westen versehen. Es wurden Wälle aufgeschüttet und zwischen der Trave und dem Stadtgraben Bastionen in der damals modernsten Form des Festungsbaus angelegt. Die Bauarbeiten nahmen etwa 30 Jahre in Anspruch und wurden durch Heinrich von Brüssel fertiggestellt. Die Zugänge zur Stadt wurden vom Lübecker Stadtmilitär kontrolliert.

## Abbau der Befestigungsanlagen
Der Abbau der Befestigungsanlagen wurde vom Rat der Stadt beschlossen, nachdem im Zuge des Reichsdeputationshauptschlusses von 1803 die Neutralität der drei Hansestädte anerkannt worden war. Die Geschütze wurden fast alle verkauft. Während der Lübecker Franzosenzeit wurde die Festung von der Besatzungsmacht noch einmal wieder ausgebaut und weiter verstärkt. Der Abtrag der Wallanlagen begann dann nach 1813 aber aus Kostengründen nur zögerlich und zumeist nur dort, wo entweder Befestigungsbauwerke störten (Blauer Turm), baufällig wurden (Hüxtertor) oder das Areal der Befestigungsanlagen für Infrastrukturmaßnahmen benötigt wurde. Dies war einerseits die Hafenerweiterung auf der Wallhalbinsel mit dem Bau moderner Umschlagseinrichtungen und Lagerhäuser wie den heutigen Media Docks, andererseits der Bau der Lübeck-Büchener Eisenbahn und insbesondere der Bau des Elbe-Lübeck-Kanals, der zu erheblichen Veränderungen der Topografie östlich der Altstadt führte, indem Lauf und Ausdehnung der Gewässerfläche der Wakenitz, (siehe dort), grundlegend verändert wurden. Andererseits wurde das Kaisertor im Zuge des Kanalbaus und dem damit verbundenen Abtrag einer Bastion wieder freigelegt. Heute sind die Lübecker Wallanlagen zwischen dem Holstentor sowie der Puppenbrücke einerseits und dem ehemaligen Mühlentor andererseits noch fast vollständig erhalten und die symmetrischen Bastionen noch gut erkennbar.
Auf der Trasse der Eisenbahn des 19. Jahrhunderts verlaufen heute die Willy-Brandt-Allee und die Possehlstraße.

## Galerie

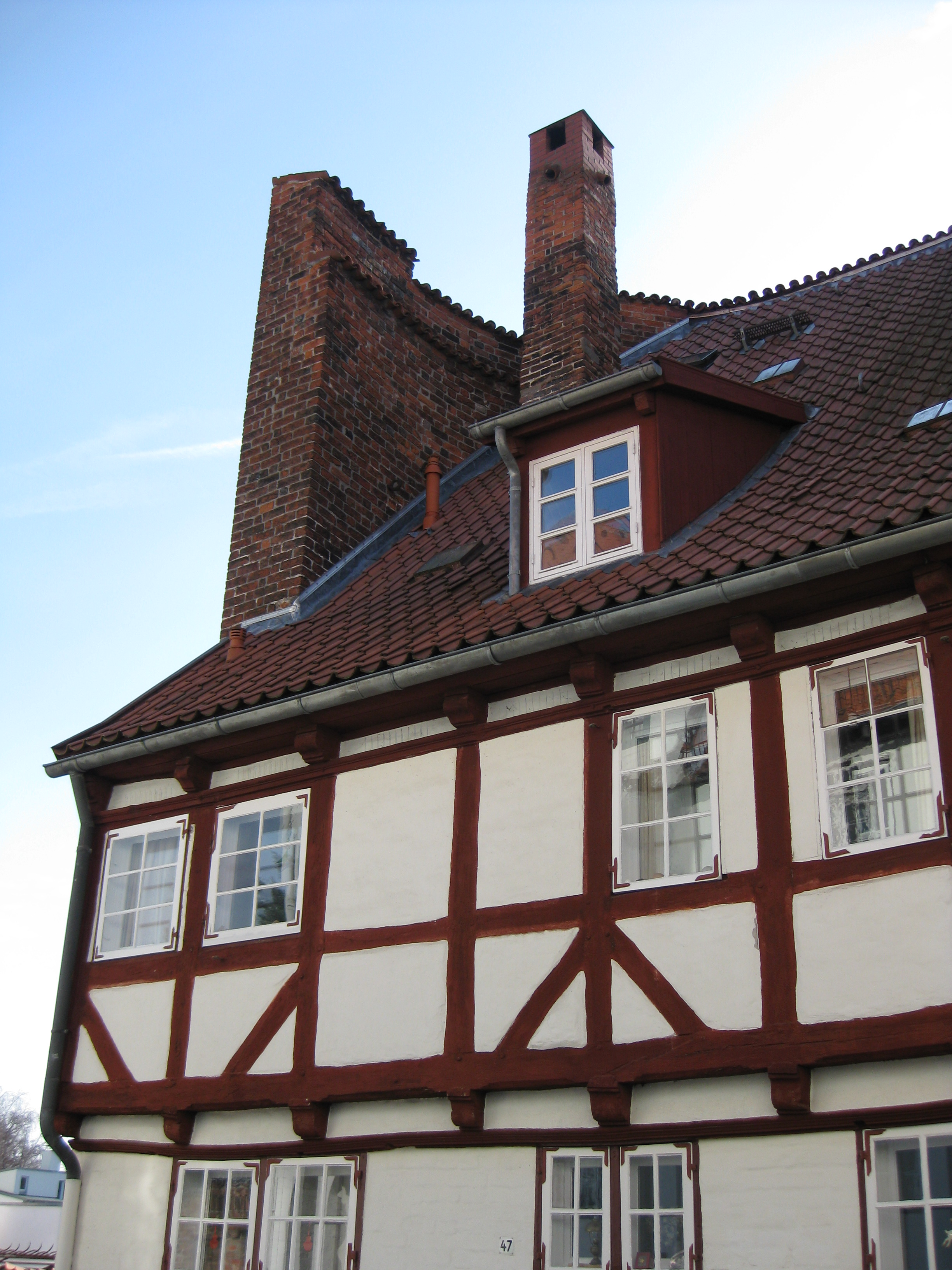
Fachwerkhaus der Renaissance, eingebaut in halbrunden Wehrturm der backsteingotischen Stadtmauer am Krähenteich
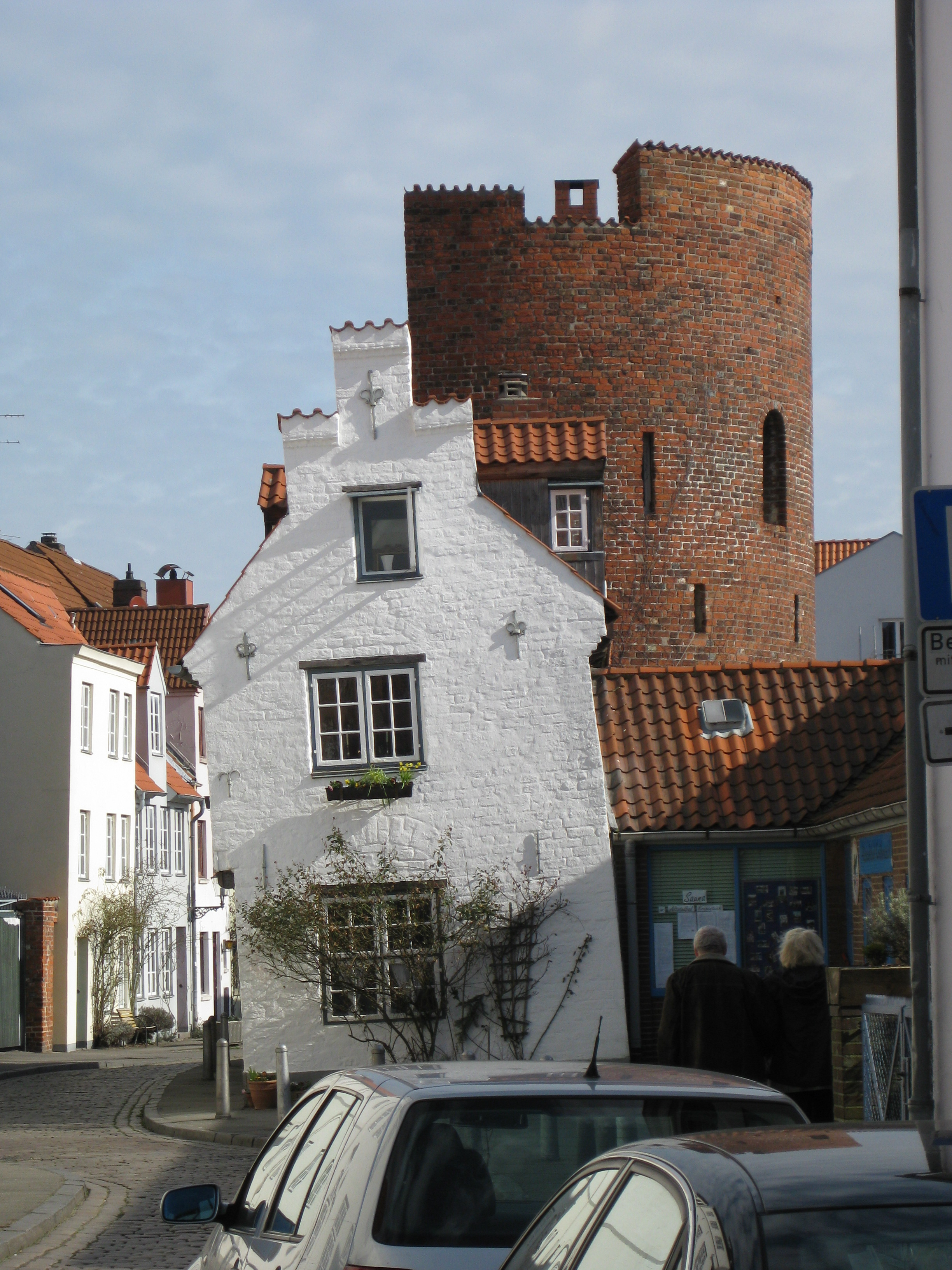
Seitenansicht des halbrunden Wehrturms
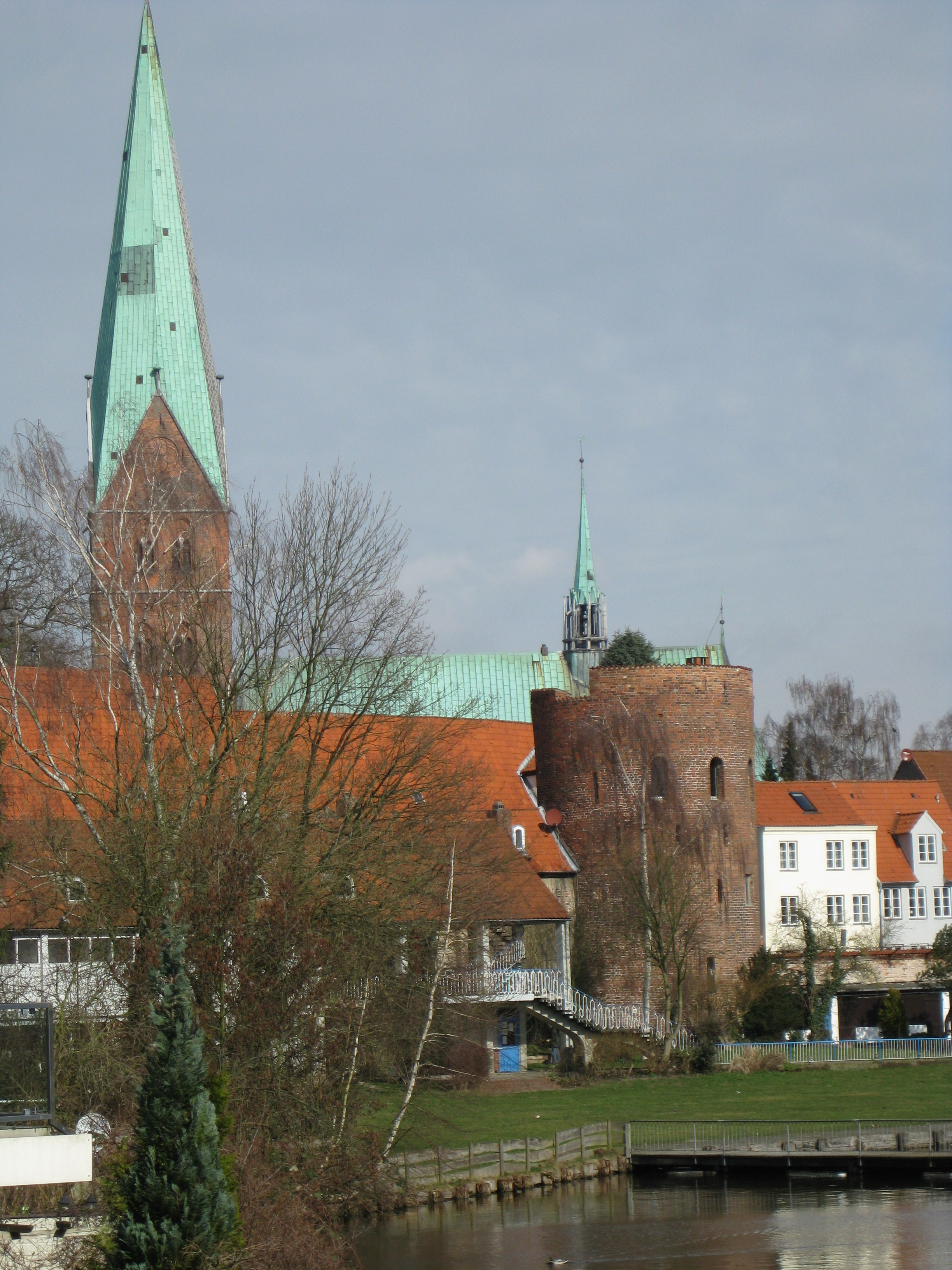
Blick auf Befestigungsturm von der Außenseite (über den Krähenteich)
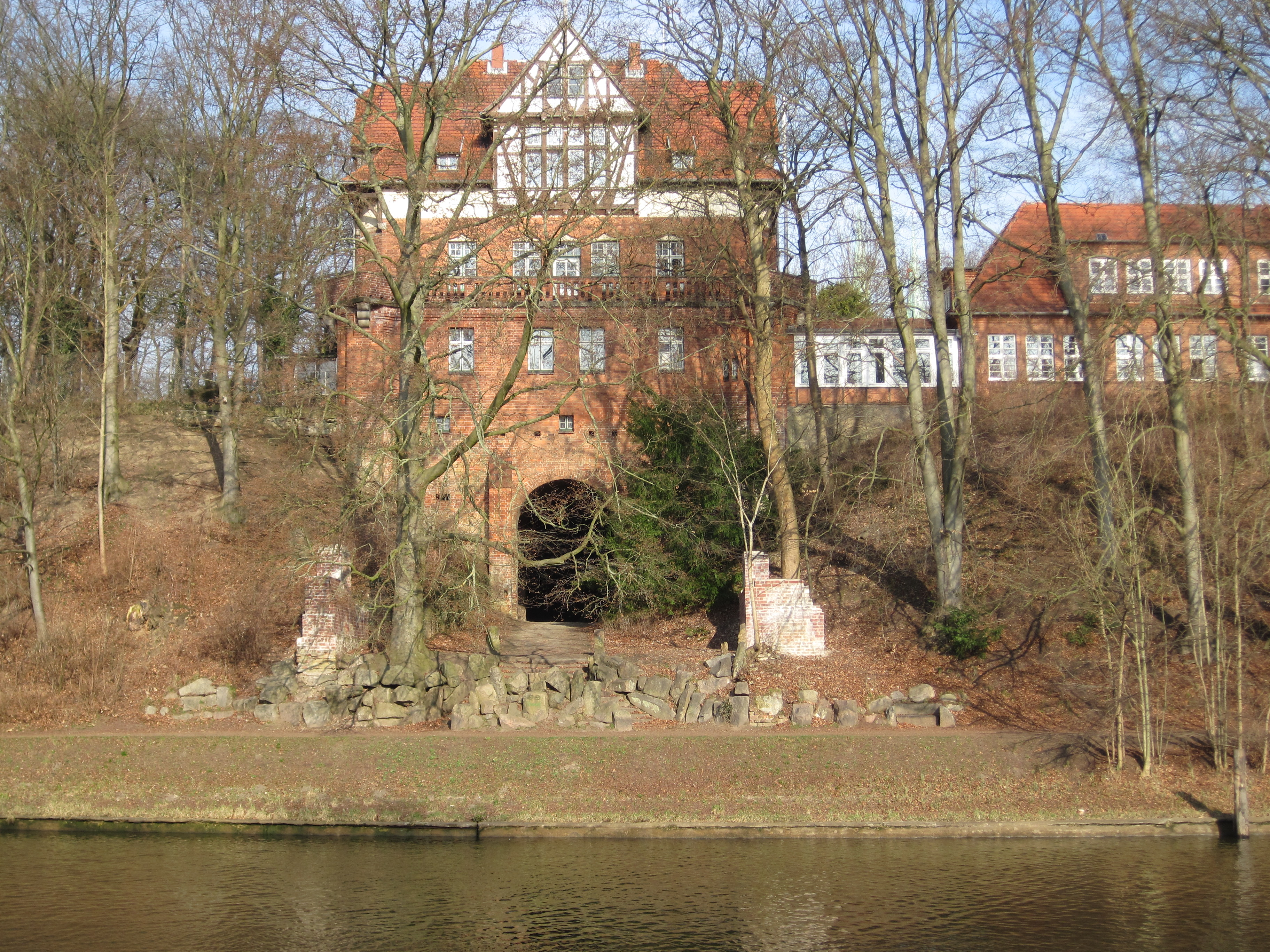
Freigelegtes Kaisertor im Wall des 17. Jahrhunderts

Hafen um 1180 (Höhe Alfstraße – Stadtseite) – Modellbau
Hafen um 1180 (Höhe Alfstraße – Feldseite) – Modellbau
Hafen – Beginn 13. Jahrhundert (Stadtseite) – Modellbau
Hafen – Beginn 13. Jahrhundert (Feldseite) – Modellbau

## Belege
1. ↑  Höhepunkte aus 200 Jahren Lübecker Archäologie mit Erwähnung der Stadtmauer Waldemars